# Stade Gaetano Bonolis
Le Stade Gaetano Bonolis (en italien : Stadio Gaetano Bonolis), auparavant connu sous le nom de Stade de Piano d'Accio (en italien : Stadio di Piano d'Accio), est un stade de football italien situé à Piano D'Accio, quartier de la ville de Teramo, dans les Abruzzes, en Italie.
Le stade, doté de 7 498 places et inauguré en 2008, sert d'enceinte à domicile à l'équipe de football de la Società Sportiva Teramo Calcio.
Il porte le nom de Gaetano Bonolis, ancien médecin sportif du club (de 1971 à 2013).

## Histoire
Les travaux du stade débutent en 2005, pour s'achever trois ans plus tard. Il est inauguré le 27 mars 2008 sous le nom de Stade de Piano d'Accio (en italien : Stadio di Piano d'Accio).
En 2014, le stade change de nom pour se rebaptiser Stade Gaetano Bonolis (en italien : Stadio Gaetano Bonolis, en hommage à Gaetano Bonolis, médecin sportif local décédé peu de temps auparavant.

## Événements

### Concerts
| Jovanotti     | 2008 |
| Pooh          | 2008 |
| Vasco Rossi   | 2008 |
| Tiziano Ferro | 2009 |
| Laura Pausini | 2009 |
| Caparezza     | 2012 |